# Dictyochaeta coffeae
Dictyochaeta coffeae är en svampart som först beskrevs av Maggi & Persiani, och fick sitt nu gällande namn av Aramb. & Cabello 1989. Dictyochaeta coffeae ingår i släktet Dictyochaeta och familjen Chaetosphaeriaceae.   Inga underarter finns listade i Catalogue of Life.